# Новиков, Константин Петрович
Константин Петрович Новиков (21 сентября 1961, Ташкент, Узбекская ССР — 15 июня 2015, Алма-Ата, Казахстан) — советский футболист, нападающий, узбекистанский тренер. Мастер спорта СССР.

## Биография
Футболом стал заниматься с 10 лет в республиканском спортивном интернате в Ташкенте. Играл за юношескую сборную СССР (тренер Борис Игнатьев). С 17 лет — в составе дубля «Пахтакора». Участник Спартакиады народов СССР 1979 года в составе сборной Узбекской ССР (9 место).
В 1978—1984 годах играл в высшей лиге за «Пахтакор»; в 108 играх забил 15 голов. Выступал в низших лигах первенства ССР за клубы «Звезда» Джизак (1985), «Ханки» Ханка (1987—1988), «Джейхун» Ургенч (1989), «Нурафшон» Бухара. В чемпионате Узбекистана провёл 6 игр в 1992 году за «Согдиану». Завершил карьеру после выступлений в сезоне 1992/93 за венгерский клуб «Сольноки-МАВ-МТЕ».
Работал главным тренером в командах «Шахриханец» Шахрихан, «Химик» Чирчик, «Хорезм» Ургенч, вторым тренером в командах «Чиланзар», «Дустлик» Ташкентская область, тренером дубля «Пахтакора». Тренировал «Нуравшон» Бухара, «Насаф» Карши.
С 2002 года жил в Караганде.
Скоропостижно скончался от сердечного приступа 15 июня 2015 года в возрасте 53 лет в г. Алма-Ата. Похоронен в Ташкенте.